# Avrigney-Virey
Avrigney-Virey é uma comuna francesa na região administrativa de Borgonha-Franco-Condado, no departamento de Alto Sona. Estende-se por uma área de 22,3 km². Em 2010 a comuna tinha 422 habitantes (densidade: 18,9 hab./km²).